# 伊東郵便局
伊東郵便局（いとうゆうびんきょく）は静岡県伊東市にある郵便局。民営化前の分類では集配普通郵便局であった。

## 概要
住所：〒414-8799 静岡県伊東市広野1-3-33

### 分室
分室はなし。過去に存在した分室は以下のとおり。
- 長田分室 - 1950年（昭和25年）に廃止。

## 沿革
- 1874年（明治7年）7月 - 和田郵便取扱所として開設[1]。
- 1875年（明治8年）1月1日 - 和田郵便局（五等）となる。
- 1885年（明治18年）6月25日 - 貯金取扱を開始。
- 1888年（明治21年）1月12日 - 玖須美（くすみ）郵便局に改称。同年5月1日より為替取扱を開始。
- 1892年（明治25年）4月1日 - 伊東郵便局に改称。
- 1897年（明治30年）9月21日 - 伊東郵便電信局となる。
- 1903年（明治36年）4月1日 - 通信官署官制の施行に伴い伊東郵便局となる。
- 1950年（昭和25年）10月21日 - 長田分室を廃止[2]。
- 1956年（昭和31年）9月21日 - 電話通話および和文電報受付事務の取扱を開始。
- 1974年（昭和49年）5月20日 - 伊東市松川町から、同市広野一丁目に局舎を新築、移転。
- 1999年（平成11年） - 外国通貨の両替および旅行小切手の売買に関する業務取扱を開始。
- 2006年（平成18年）10月1日 - 伊豆高原郵便局から「413-02xx」区域の集配業務を移管[3]。
- 2007年（平成19年）10月1日 - 民営化に伴い、併設された郵便事業伊東支店に一部業務を移管。
- 2012年（平成24年）10月1日 - 日本郵便株式会社発足に伴い、郵便事業伊東支店を伊東郵便局に統合。

## 取扱内容
- 郵便、印紙、ゆうパック、内容証明
- 貯金、為替、振替、振込、国際送金、国債、投資信託
- 生命保険、バイク自賠責保険、自動車保険、変額年金保険
- ゆうちょ銀行ATM
- 「414-00xx」「413-02xx」区域（伊東市＝グリーンヒル別荘地を除く[4]）の集配業務
- ゆうゆう窓口

## 周辺
- 伊東温泉
- ハトヤホテル
- 伊東小涌園
- 国道135号
- 伊東大川

## アクセス
- 伊豆急行線 南伊東駅から北へ約900m（徒歩約10分）
- 東海バス 伊東郵便局停留所下車
- 駐車場あり：20台